# Набережні Челни
На́бережні Челни́, або На́бережні Човни́ (рос. Набережные Челны, тат. Яр Чаллы, у 1982—1988 — Бре́жнєв) — місто республіканського підпорядкування в Росії, у північно-східній частині Татарстану, на лівому березі річки Кама.
Набережні Челни — головне місто поліцентрічної Нижньо-Камської (Набережночелнинсько-Нижньокамської) агломерації та центр Нижньо-Камського ТВК, тридцять дркге за чисельністю населення місто в Росії (станом на 1 січня 2008 року), друге за чисельністю населення і важливістю місто Татарстану. Площа міста — 146 км², по обох берегах Ками розташована велика (включаючи 19 районів) приміська зона.

## Історія
У булгарських літописах Бахші Імана «Джагфар Таріхи» від 1680 року згадується про заснування міста Яр Чалли у 1172 році (том 1, стор. 317) за ініціативою мулли Мірхаджі Наккара, батька поета Мохаммеда Кул Галі.
На мапах італійських купців — братів Франсиско і Доменіко Піцігано 1367 року і Каталонського атласу 1375 року місто Набережні Човни позначене як «Жар» (у казанській говірці булгарської мови слово «Яр» вимовлялося як [җар]).
У період Волзько-Камської Булгарії сучасна територія Набережних Челнів і Тукаєвського району входила до складу цієї держави, що підтверджують археологічні знахідки, численні залишки булгарської кераміки другої половини XIV століття, знайдені при розкопках на Елеваторній горі у 1992 році.
Назва міста — Набережні Челни, ймовірно, походить до неправильного перекладу першими слов'янськими поселенцями місцевої татарської (булгарської) назви — Яр Чалли, що означає «Червоний або Чалий (як червона масть коня) берег». Правильно переклавши слово «Яр», слово «чалли» було перекладено як «Човни», бо основна частина поселення (наразі так звані Червоні Челни) тоді дійсно розташовувалася на дуже висунутому в річку Кама червонувато-глинястому мисі, що нагадує ніс човна. Так виникла назва Набережні Човни (в енциклопедичному словнику Брокгауза і Єфрона — Челни-Бережні) — пристань на річці Кама Уфимської губернії. У дореволюційній Росії пристань обслуговувала перевантаження зерна на водний транспорт, після Першої світової війни на березі річки Кама німецькими та австро-угорськими військовополоненими побудований найбільший у Поволжі елеватор для зберігання і перевантаження зерна на баржі (нині Елеваторна Гора). Наприкінці 1960-х років розпочато будівництво найбільшого в СРСР автовелетня «КамАЗ» та Нижньокамської ГЕС.
За документами, збереженим в державних архівах, Набережні Човни в російських літописах вперше згадується в 1626 році. Статус міста отримав у 1930 році. 18 листопада 1982 року, після смерті Генерального секретаря ЦК КПРС Леоніда Брежнєва, місто перейменовано на Брежнєв (у 1988 році відновлена назва).
Українська громада, яка проживає в Набережних Челнах «українізувала» назву міста — Набережні Човни (звідти вона відома і в Україні), що однак, враховуючи походження топоніму, є радше оригінальним нововведенням, ніж доцільним перекладом.

## Населення
Населення міста — 519 025 мешканців (за переписом 2013 року) (35-е місце в РФ), що становить близько 13,5 % населення Татарстану; в тому числі: татар 47,4 %, росіян 44,9 %, чувашів 1,9 %, українців 1,3 %, башкирів 1,2 %, марійців, мордви і удмуртів 1,5 %. Нижньо-Камська агломерація має близько 900 тис. мешканців (22-е місце в РФ).

## Адміністративний поділ

### Міські райони
Відповідно зі статтею 37 Федерального закону «Про загальні принципи організації місцевого самоврядування в Російській Федерації», статтею 40 Статуту муніципального утворення місто Набережні Човни, до структури виконавчого комітету входять його територіальні органи:
- виконавчий комітет Автозаводського району;
- виконавчий комітет Центрального району;
- виконавчий комітет Комсомольського району.

Межі районів муніципального утворення міста Набережні Човни визначені згідно з рішенням міської ради Муніципального утворення міста Набережні Човни «Про поділ території міста Набережні Човни на територіальні одиниці і встановлення меж районів міста».
До Комсомольського району входять селища: ГЕС, ЗЯБ, Сидорівка, Орловка, Елеваторна гора. Район «Замелекесье», Суровка, 32-й та 62-й комплекси, БСІ, Енергорайон.
До Центрального району входять: 1-8, 11-19, 31, 36-45, 56, 58, 59 комплекси, Медмістечко, промислові та комунальні об'єкти, розташовані на північний захід від автодороги № 2.
До Автозаводського району входять: 20, 22-30, 46-54 комплекси, 50А, 66, 67А, 68, 70А, 71 райони малоповерхової житлової забудови, промислові та комунальні об'єкти, розташовані на північний схід від автодороги № 2, Тогаєвський кар'єр.
Межа між Комсомольським та Центральним районами пролягає автошляхом № 4 до транспортної розв'язки «Орловське кільце», далі — автошляхом № 1 до вулиці Корольова, вулицею Корольова до проспекту Чулман, на південний захід по продовженню проспекту Чулман до продовження вулиці Наріманова, далі — по продовженню вулиці Наріманова в бік річки Кама;
Межа між Автозаводським та Центральним районами пролягає автошляхом № 2, далі по проспекту Х. Туфана до Московському проспекту, від Московського проспекту до проспекту Вахітова, далі — по проспекту Вахітова до річки Кама.

### Житлові комплекси
За традицією в Набережних Челнах житлові мікрорайони називаються комплексами. У місті наразі діє подвійна адресація: кожен будинок має номер по вулиці (ця адреса записується в графі реєстрації в паспорті) і так звана будівельна адреса («адреса комплексу»).
Мешканці міста користуються будівельними адресами (по комплексу), не рідкість, коли людина зовсім не знає своєї адреси по вулиці.
Наприклад: будинок № 11 по вулиці Гідробудівельників має також адресу 1/11 (11-й будинок в 1-му комплексі).
У Комсомольському та Центральному районах існують житлові комплекси з однаковими номерами, тому, щоб уникнути поштових колізій треба або використовувати адреса по вулиці, або додатково вказувати район міста.
Використання альтернативної адресації є свого роду унікальним явищем і найчастіше пояснюється стрімким зростанням міста в епоху соціалізму, а також великою кількістю серед населення будівельників, які використовують у побуті компактніші будівельні позначення об'єктів.

## Економіка та промисловість
Обсяг промислової продукції підприємств міста становить 20 % від загального обсягу випуску Татарстану.
Обсяг відвантажених товарів власного виробництва, виконаних робіт і послуг власними силами за видами обробні виробництва (великі і середні організації) у 2008 році складав 160,21 млрд руб. (виробництво транспортних засобів та обладнання — 124,2 млрд руб).
Основні галузі — машинобудування, електроенергетика, будівельна індустрія, переробна промисловість, харчова промисловість.
Підприємства — Група підприємств «КАМАЗ», ВАТ «Татэлектромаш», «Картонно-паперовий комбінат», АТ «Камгесэнергострой», корпорація «РАССТАЛ», ВАТ «ЗЯБ», Нижньокамська ГЕС потужністю 1248 МВт, ТЕЦ Набережних Челнів, а також розташована неподалік Заїнська ГРЕС.
Станом на 1 січня 2006 року у структурі промислового виробництва міста машинобудування та металообробка займають 80,1 % (у 1995 році — 62,69 %). В обсязі промислової продукції частка заводів ВАТ «КАМАЗ» — 75,2 %. Частина продукції машинобудування випускають ВАТ «Начало», ВАТ «Ріат», ЗАТ „Камский завод «Автоагрегатцентр»“.
Харчова промисловість представлена 6 великими підприємствами: ТОВ «Челни-Бройлер», ВАТ «Челни-хлеб», Набережночовнинський молочний комбінат філія ВАТ «ВАМІН Татарстан», ВАТ «Челни-Холод», ВАТ «Булгарпиво», ТОВ «Челни-М'ясо».

## Транспорт
Міський
Міський транспорт представлений 15 маршрутами трамваю та близько 50 маршрутами автобусів та маршрутних таксі. Наразі маршрутне таксі практично витіснили автобуси. ВАТ «ПАТП» — офіційно оголошено банкрутом у 2008 році.
Залізничний
Місто обслуговують дві залізничні станції — Кругле Поле та Набережні Челни Куйбишевської залізниці на меридіональній залізниці Агриз — Акбаш. Пасажирське залізничне сполучення представлено двома щоденними рейсами за маршрутом Іжевськ — Нижньокамськ.
Річковий
Річковий порт Набережних Челнів дозволяє приймати під обробку суховантажні і пасажирські судна змішаного типу плавання «річка-море», в якому обладнано причал для переробки, зберігання тарно-штучних вантажів і контейнерів. Довжина його — 217 погонних метрів, проєктні можливості із перевезення вантажів до 112 тисяч тонн за навігацію. У порту існує і пасажирський річковий вокзал, де одночасно можуть пришвартуватися чотири судна. Інфраструктура річкового вокзалу дозволяє обслуговувати до 200 тисяч пасажирів за навігацію.
Авіаційний
Аеропорт «Бегішево» обслуговує міста і райони Нижньокамської агломерації і Нижньокамського ТПК.